# Jakub Ganezki

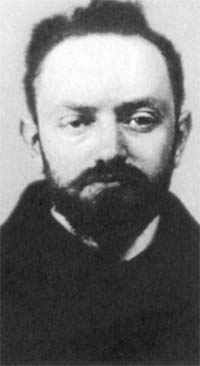
Jakub Ganezki

Jakub Ganezki (russisch Якуб Ганецкий, eigentlich Jakow Stanislawowitsch Fürstenberg (Яков Станиславович Фюрстенберг), auch Hanecki; * 15. März 1879 in Warschau; † 26. November 1937) war ein polnischer und sowjetischer Revolutionär.

## Leben
Ganezki stammte aus einer polnischen Industriellenfamilie mit jüdischen Wurzeln. Bereits 1896 trat er der Sozialdemokratie des Königreichs Polen und Litauens (SDKPiL) bei. 1901 ging er nach Deutschland und studierte in Berlin, Heidelberg und Zürich. Als Weggefährte des polnischstämmigen Revolutionärs Felix Dserschinski war Ganezki einer der Mitbegründer der Sozialdemokratischen Partei Polens. Ganezki war an der Revolution von 1905 in Polen führend beteiligt. 1907 wurde er Mitglied des Zentralkomitees der Sozialdemokratischen Arbeiterpartei Russlands.
Er war in den 1910er Jahren ein wichtiger Weggefährte des russischen Revolutionsführers Lenin, welcher ihn unter anderem als Vermittler mit Polen und Deutschen einsetzte. 1914 erwirkte Ganezki eine Freilassung Lenins aus einem polnischen Gefängnis und ermöglichte ihm somit die Flucht in die Schweiz. Im Ersten Weltkrieg war er als Partner und Vertreter von Alexander Helphand alias Parvus bei dessen Handelsaktivitäten in Dänemark und Schweden tätig und spielte eine Schlüsselrolle bei dessen durch deutsche Geldzahlungen unterstützten Operationen zur Entfachung einer Revolution in Russland zum Sturz des Zaren. Er handelte mit den deutschen Vertretern in Dänemark die Bedingungen für Lenins Reise durch Deutschland und Schweden zurück nach Russland aus. Er selbst nahm aber an der berühmt gewordenen Eisenbahnfahrt nicht teil.
Nach der Oktoberrevolution 1917 holte Lenin Ganezki nach Russland und ernannte ihn zum Notenbankchef und stellvertretenden Finanzminister. Außerdem war Ganezki Vertreter der russischen Seite beim Frieden von Riga. Von 1923 bis 1930 hatte Ganezki eine Führungsposition im Handelsministerium der Sowjetunion inne, von 1930 bis 1935 war er Präsidiumsmitglied beim Obersten Sowjet für die Volkswirtschaft der RSFSR. Anschließend wurde er Direktor des Revolutionsmuseums der UdSSR.
1937 wurde Ganezki während der Stalinistischen Säuberungen der Spionage für Polen und Deutschland beschuldigt, daraufhin verhaftet und zum Tode verurteilt. Am 26. November des gleichen Jahres wurde er erschossen. Seine Frau und sein Sohn erlitten das gleiche Schicksal, seine Tochter überlebte 18 Jahre Lagerhaft im Gulag und kehrte nach ihrer Rehabilitation 1956 nach Moskau zurück, wo sie 1976 starb.